# A Magia da Realidade
A Magia da Realidade: Como sabemos o que é verdade é um livro escrito pelo biólogo britânico Richard Dawkins, com ilustrações de Dave McKean. A obra teve seu lançamento no dia 15 de setembro de 2011 no Reino Unido, e no dia 13 de março de 2012 no Brasil.
De acordo com Dawkins, a publicação se trata de um livro de ciências ilustrado, principalmente destinado a leitores com 12 anos de idade ou mais. O biólogo afirmou que tentou produzir um trabalho em que o jovem público fosse apto a entender o conteúdo sem o auxílio de um adulto.
O autor começa os capítulos com explicações mitológicas e tradicionais de vários fenômenos, e então explica cientificamente os mesmos, tentando mostrar ao leitor como o universo é "mágico". Entre os temas do livro estão explicações de acontecimentos como arco-íris, terremotos, tsunamis; surgimento da vida na Terra, idade do universo e origem das coisas.